# Раскафрія
Раскафрія (ісп. Rascafría) — муніципалітет в Іспанії, у складі автономної спільноти Мадрид. Населення — 2004 особи (2010).
Муніципалітет розташований на відстані близько 55 км на північ від Мадрида.
На території муніципалітету розташовані такі населені пункти: (дані про населення за 2010 рік)
- Отеруело-дель-Вальє: 119 осіб
- Раскафрія: 1833 особи
- Вальдескі: 0 осіб
- Лос-Гріфос: 52 особи

## Демографія
Динаміка населення (INE ):

## Галерея зображень

Розташування муніципалітету у автономній спільноті Мадрид
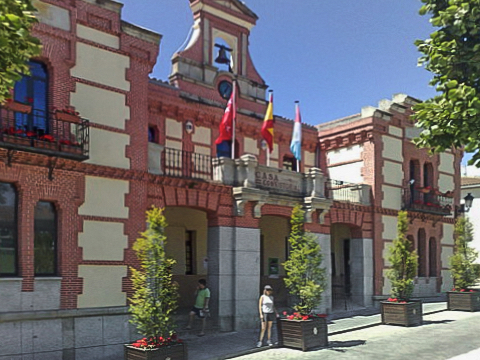
Муніципальна рада Раскафрії
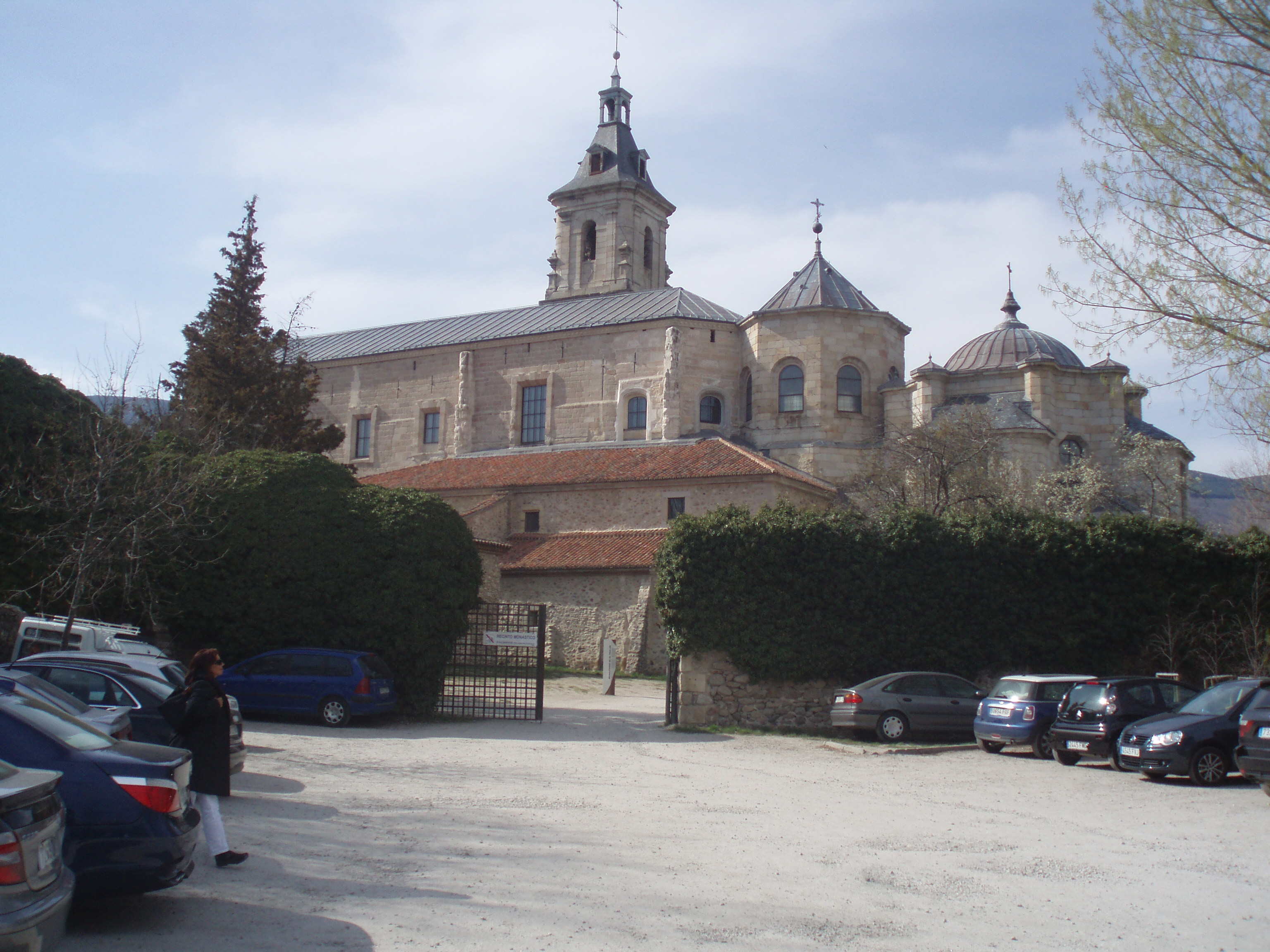
Монастир Санта-Марія-де-Ель-Паулар